# Koreai kard
A Koreai-félszigeten használt és készített kardokat nem lehet egyszerű definícióval meghatározni, mert például a japán kardokkal ellentétben a koreaiak nem feltétlen ragaszkodtak a pengék készítésekor előre megszabott formák és méretek alkalmazásához. További problémát jelent, hogy Korea 1910-től 1945-ig tartó Japán megszállása után nagyon kevés kard és feljegyzés maradt fent a történelem során használt koreai fegyverekről.

### Ókor és a három királyság kora

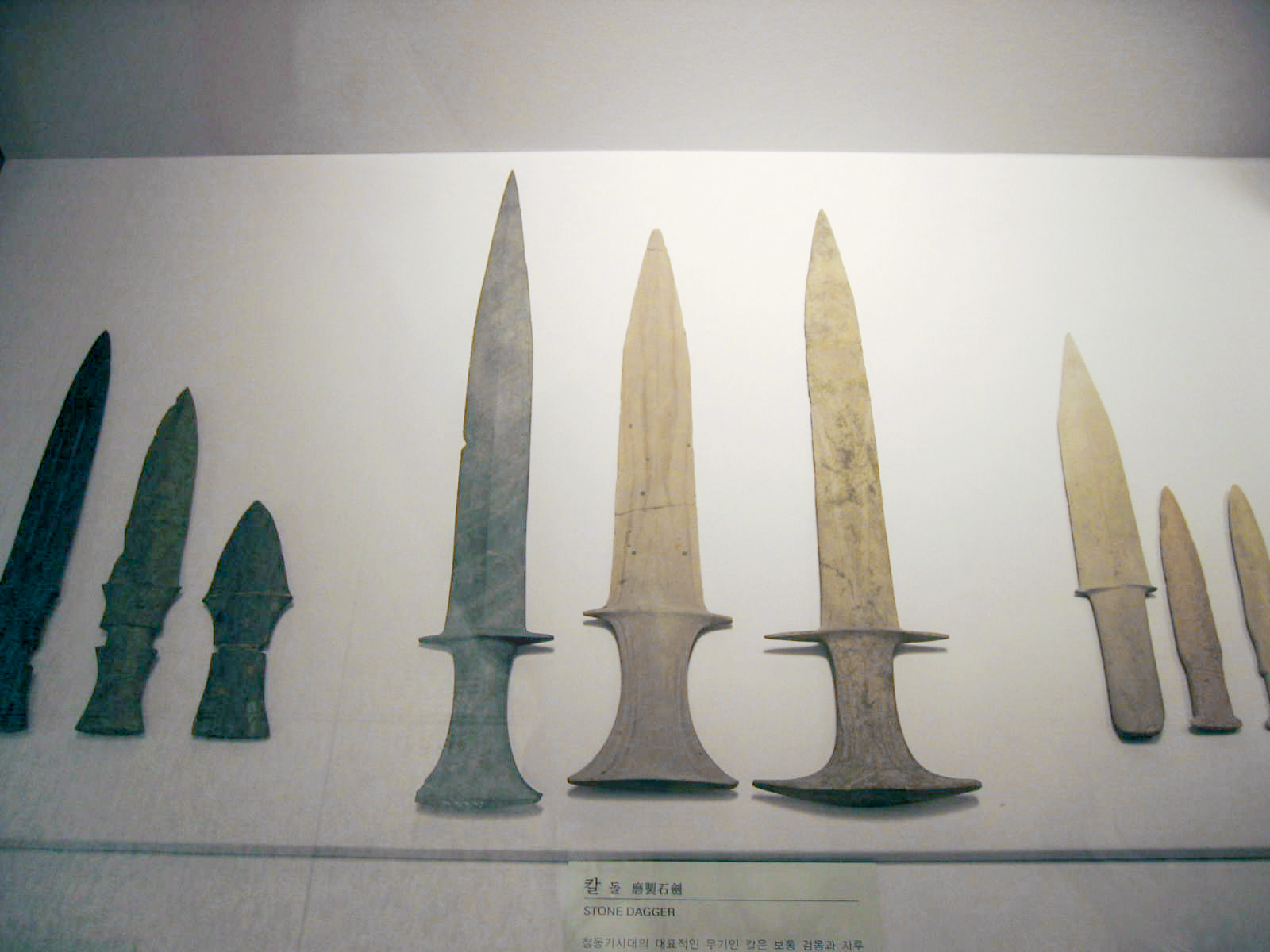
Kőből készült tőrök a bronzkorból

A Koreai-félszigeten már a történelem korai szakaszában készítettek és használtak vágófegyvereket. Régészeti feltárások bizonyították, hogy a területen már 4000 évvel ezelőtt használtak kőből készült késeket, majd mintegy 1000 évvel később bronzból készített kardokat, bár utóbbiak ekkor elsődlegesen még rituális célokat szolgáltak, harcban a lándzsák voltak a fő fegyverek.
I.e. 400. körül jelentek meg a vasból készült kések, kardok, tükrök, lószerszámok. A kardok hossza ebben az időszakban még csak kb. 40 cm volt.
A kardkészítés és használat a három királyság idején (i.e. 37. - i.sz. 668.) jelentős fejlődésen ment keresztül. A fémmegmunkálás fejlődésének köszönhetően a kardok hossza megduplázódott és a kard használatának különböző módjait is rendszerbe foglalták.
Japán és koreai régészeti ásatások eredményeiből ismert, hogy a VIII-IX. században a koreai egyenes kard egyeduralkodó volt a térségben. Ebben az időszakban kerültek át Koreából Japánba a fémek és egyéb alapanyagok megmunkálásának különböző módszerei.

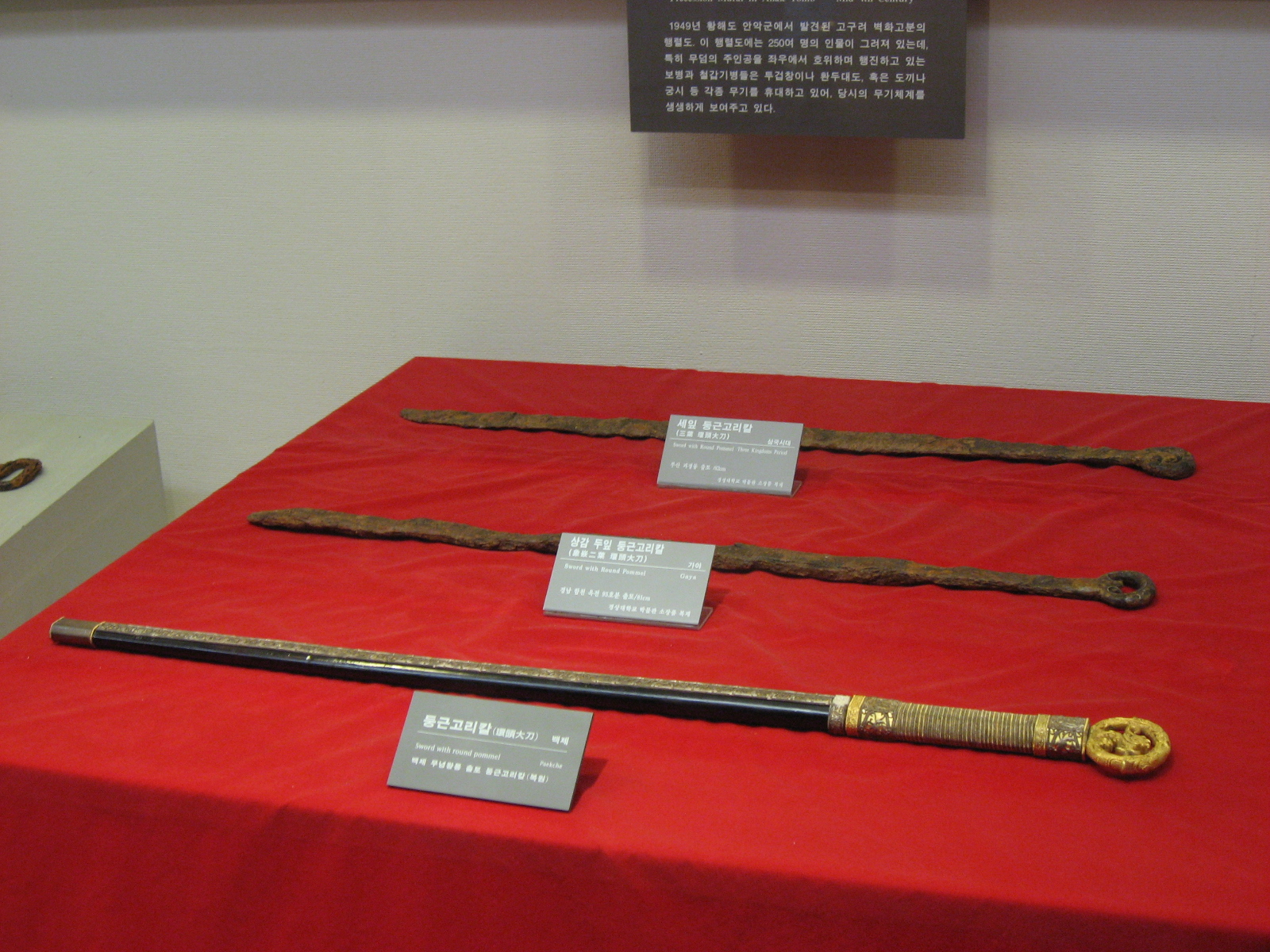
Kardok a három királyság korából

A három királyság idején a kardokat elsősorban a lovasság használta, a gyalogos katonák fő fegyvere a lándzsa és az íj volt. A lovas katonák által használt kardoknak a védekezésben és a közelharcban volt nagy szerepe.
A Vupej cse (Wubei Zhi) (武備志, Hadi művészetek és tudományok kézikönyve) című kínai könyv szerint valamikor a IX. században a koreai kardvívásnak már kialakított rendszere volt, melyet a kínaiak is felhasználtak saját, akkoriban hanyatlásnak indult kardhasználatuk újjáélesztéséhez. A kialakított rendszer intenzív lábmunkát tartalmazott, már nem a lovas, hanem a ló nélküli küzdelmen volt a hangsúly.
Ebből a korszakból származik az egyik első, kardhoz kapcsolódó legendás történet, mely szerint egy hétéves sillai fiúgyermek kardtáncával bejárta a Pekcse (Baekje) Királyságot és végül előadásával a király elé is eljutott, akit táncának végén meg is ölt.
Szintén sillai volt az egyik leghíresebb koreai kardforgató, Kim Jusin (Kim Yu-sin) tábornok, akinek nagy szerepe volt a három királyság egyesítésében. A személyét övező legendák száma végtelen, az egyikben például egy kínai hadvezérrel történő tárgyalás során (a kínaiak túszul ejtettek egy helyi koreai kormányzót és Kim egymaga ment el a kínaiak táborába) Kim kardja magától kirepült hüvelyéből és a kezébe ugrott, amire a kínai ijedtében Kim minden követelésébe beleegyezett.

### Korjo(Goryeo)-korszak
A Korjo (Goryeo) állam idején (918–1392) elsősorban mongol hatásra megjelent az ívelt pengéjű kard és bár a mongoloknak Japán meghódítása nem sikerült, kardkészítési technikájuk eljutott Japánba és az ott készült kardok már sokkalta strapabíróbbnak bizonyultak koreai elődjeiknél és később gyakran importáltak ezeket mind Kínába, mind Koreába.

### Csoszon(Joseon)-korszak
A folyamatos kisebb-nagyobb belharcok ellenére ebben e korban a Konfuciánus tanításoknak köszönhetően jóval nagyobb hangsúlyt kaptak a tudományok, a művészetek, a mezőgazdaság, mint a hadtudományok. Bár a tudományok szerepe felértékelődött, a kormányzat továbbra is fejlesztette a katonai technológiákat, elsősorban a lőfegyvereket és a kardokat. Képzett fegyverkovácsok kardok széles arzenálját készítették, de a viszonylagos belső béke még a rendszeres külső támadások ellenére is egyre inkább csökkentette az igényt a folyamatos hadi fejlesztésekre.

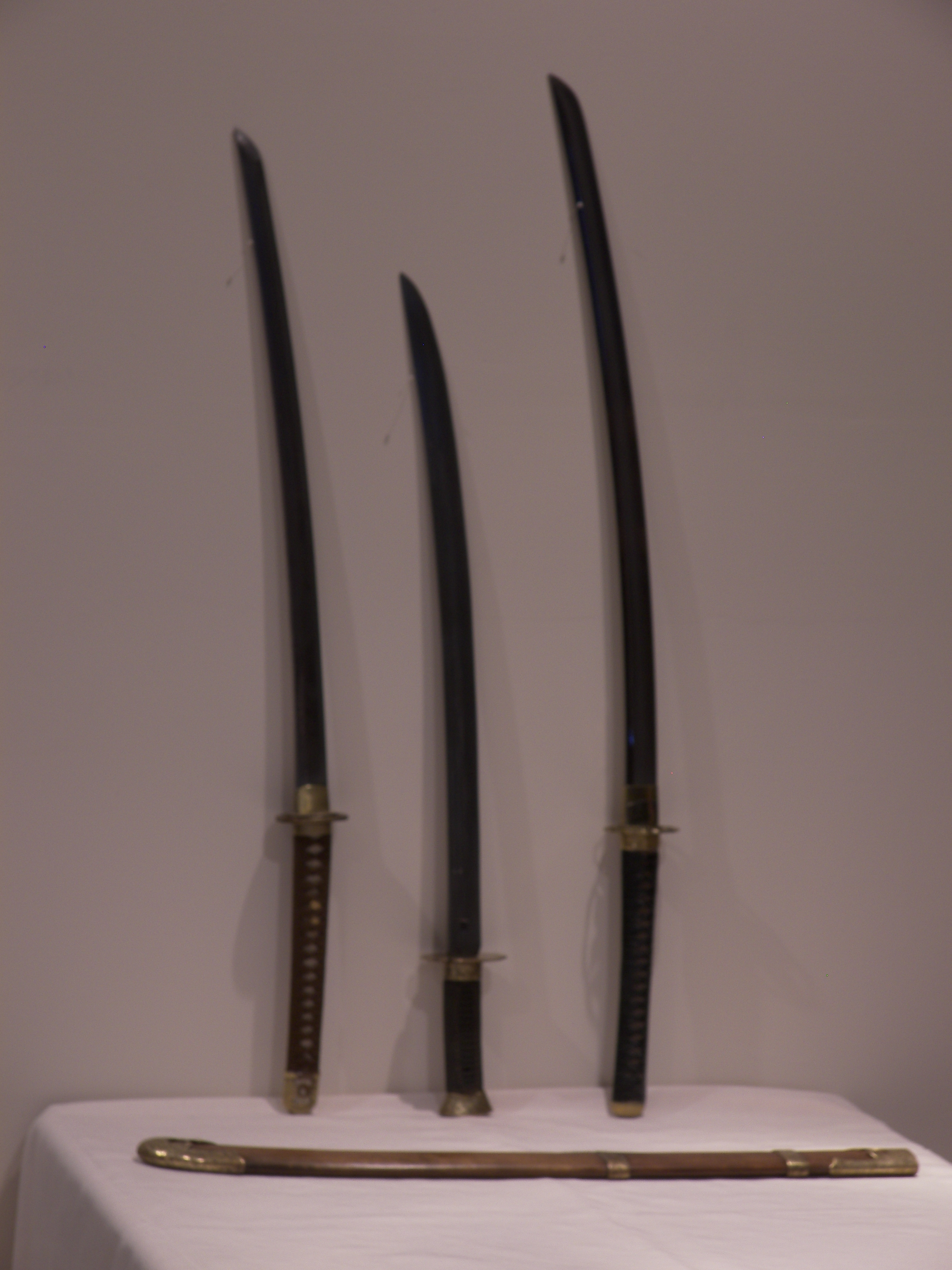
Egykezes koreai kard (középen), kétkezes koreai kard (jobbra), japán kard (balra)

A Csoszon (Joseon)-dinasztia katonái csak a legkiválóbb minőségű acélból kovácsolt kardokat használták, az egy- vagy kétélű, egyenes vagy ívelt pengék hossza kb. 90 és 120 cm között mozgott, de előfordult 180 centiméteres penge is. Mivel a kardkészítéshez szükséges alapanyagokat sűrűn foglalták le katonai fegyvergyártásra, a nem katona kardviselők gyakran Japánból hozattak maguknak kardokat.
Az egyélű ívelt pengéjű koreai és japán kardok között kinézetre nem egyszerű különbséget tenni. Általánosságban elmondható, hogy a japán penge tompa oldalához közelebb pengevájatot alakítottak ki, a koreai pengéken viszont rendszerint nem volt pengevájat.
A kormányzati tisztviselők, civilek által használt kardok a konfucianizmus szellemiségét tükrözték. Ők rövidebb, kétélű, gyakran tompa hegyű, hangsúlyosan díszített egykezes kardokat használtak, szerepük az önvédelemre való alkalmasságuk mellett is inkább csak szimbolikus volt.
Mivel a hadsereg tagjainak nagyobb része besorozott személyekből állt, akiket évente kétszer rendeltek szolgálatra és rendszerint soha nem ugyanoda, a kardhasználat tanulása esetleges volt és emellett is a minimálisra szorították megelőzendő, hogy a köznép fegyverrel fordulhasson a helyi hivatalnokok ellen. A katonai kiképzés a hangsúlyt a lovaglásra és az íjászatra, illetve a belső rendzavarások kezelésére helyezte. Idővel a koreai kardvívás színvonala leromlott és Korea az országot érintő védelmi ügyekben mindinkább a szomszédos Kínára volt kénytelen támaszkodni.
1592-ben Japán megtámadta Koreát azzal a céllal, hogy a Koreai-félszigetet felvonulási területnek felhasználva lerohanja Kínát. Az 1598-ig tartó konfliktus azonnal újra fontos szintre emelte a hadtudományokat Koreában.
Pár évtizeddel korábban Kína bátorítására az egyik koreai főminiszter (Ju Szongnjong (Yu Song-Nyong)) megkísérelte a hadsereget ütőképesebb szervezetté átalakítani, melyhez a kínai Csi Csi-kuang (Qi Jiguang) tábornok 1567-ben publikált katonai kézikönyvét (紀效新書, Csi hsziao hszin su (Ji Xiao Xin Shu)) használta fel. 1598-ban az ellenségeskedés befejeztével a koreai kormányzat újra elővette ezt a kézikönyvet, de a könyvben írtak egészének alkalmazása helyett csak a hasznosnak talált részeket vették át.
Ennek a munkának az eredménye lett az 1610-ben kiadott Mujedzsebo (Muyejebo) (무예제보 / 武藝諸譜, Harcművészet illusztrálva). A könyv tartalmazta többek között a hosszú bot, a pajzs, a lándzsa, és a kétkezes kard használatának leírását is.
A Mujedzsebót (Muyejebót) 1759-ben átdolgozva és kibővítve újra kiadták Mujesinbo (Muyesinbo) (무예신보 / 武藝新譜, Harcművészet új illusztrációkkal) címen. Az új kiadásba bekerült többek között a rövid kard és a két kard egyidejű használatának módja is.
A könyv 1790-es, majd 1795-ös kiadásaiban tovább bővültek a fegyverhasználati módszerek. A megjegyzésekkel, magyarázatokkal sűrűn ellátott, az egyes technikákat mutató ábrák gyakran ösztönözték a kézikönyv használóját a technikák egyenkénti gyakorlása helyett azok egy formagyakorlatként való végrehajtására.

### 20. század
Korea 1910-es japán megszállásától kezdve a japán kardtechnikák a városokból növekvő ütemben szorították ki a koreai módszereket, azonban a vidéki területeken, távol a japánok figyelő szemeitől, lehetséges volt megőrizni a hagyományos koreai vívást. Japán gyarmati politikájának megfelelően a koreai kultúra rengeteg más része mellett szisztematikusan igyekezett megsemmisíteni minden kardot, páncélt, harcművészeti felszerelést és az ezekre vonatkozó feljegyzéseket, leírásokat, könyveket is.
1945 után újra megindult a ceremoniális célokra szánt kardok készítése és a hatvanas évekre vibráló iparággá nőtte ki magát a kardkészítés, azonban a japán megszállás során elveszett tudás jelentős része pótolhatatlannak bizonyult vagy pedig még újra felfedezésre vár. Egyes vélemények szerint a kilencvenes évek közepére jutott el újra a kardkészítés oda, hogy a minőség már összehasonlítható a Csoszon (Joseon)-korszak kardjaival.

## Fordítás
- Ez a szócikk részben vagy egészben  a    Korean sword című angol Wikipédia-szócikk fordításán alapul.  Az eredeti cikk szerkesztőit annak laptörténete sorolja fel. Ez a jelzés csupán a megfogalmazás eredetét és a szerzői jogokat jelzi, nem szolgál a cikkben szereplő információk forrásmegjelöléseként.
- Ez a szócikk részben vagy egészben  a   Korean swordsmanship című angol Wikipédia-szócikk fordításán alapul.  Az eredeti cikk szerkesztőit annak laptörténete sorolja fel. Ez a jelzés csupán a megfogalmazás eredetét és a szerzői jogokat jelzi, nem szolgál a cikkben szereplő információk forrásmegjelöléseként.